# Povilas Aksomaitis
Povilas Aksomaitis (* 29. März 1938 in Kaunas; † 23. August 2004 in Kaunas) war ein litauischer Politiker und Hydrotechniker.

## Leben
Seine Familie wurde in den Rajon Barnaul der sowjetischen Region Altai im Süden Westsibiriens deportiert. Im Herbst 1946 wurde er von Mitarbeitern der Internationalen Rotkreuz- und Rothalbmond-Bewegung nach Litauen gebracht.
Nach dem Abitur 1956 an der Aleksonis-Mittelschule in Kaunas absolvierte er 1961 das Diplomstudium an der Fakultät für Hydromelioration und wurde 1967 in Agrarwissenschaft an der Landwirtschaftsakademie der Vytautas-Magnus-Universität promoviert. Von 1961 bis 1990 arbeitete er am Forschungsinstitut für Hydrotechnik und Melioration in Kėdainiai. Von 1968 bis 1975 war er Leiter der Unterabteilung für Wissenschaftsinformation und Propaganda. Von 1990 bis 1992 war er Abgeordneter im Seimas und von 1995 bis 2000 Mitglied im Rat der Rajongemeinde Kėdainiai.
Er war Mitglied der konservativen Partei Tėvynės sąjunga.

## Ehrung
- 2017: Ehrenbürger von Kėdainiai